# Going Back Home
 (novembre 2018).
Si vous disposez d'ouvrages ou d'articles de référence ou si vous connaissez des sites web de qualité traitant du thème abordé ici, merci de compléter l'article en donnant les références utiles à sa vérifiabilité et en les liant à la section « Notes et références ».
Pour l’article homonyme, voir Going Back Home (album de Wilko Johnson et Roger Daltrey).
Albums de Sherman Robertson
Here and Now
(1996) Guitar Man (Live)
(2005)
Going Back Home est un album du chanteur et guitariste de blues américain Sherman Robertson, sorti en septembre 1998.

## Liste des titres
| 1.    | Guitar Man                            | 4:15 |
| 2.    | I Don't Want No Woman                 | 5:30 |
| 3.    | Me, My Guitar and the Blues           | 6:47 |
| 4.    | Going Back Home                       | 5:15 |
| 5.    | Everybody Loves Somebody              | 5:51 |
| 6.    | Don't Throw Your Love on Me So Strong | 5:36 |
| 7.    | I Wonder Why                          | 7:08 |
| 8.    | Fall in Love                          | 4:19 |
| 9.    | Special Kind of Loving                | 5:08 |
| 10.   | Looking up at the Bottom              | 6:36 |
| 11.   | Driving All Night                     | 5:27 |
| 61:51 |                                       |      |

## Crédits

### Membres du groupe
- Sherman Robertson : guitare, chant
- Bob Glaub : basse
- Richie Hayward : batterie
- Bill Payne : piano, orgue Hammond B-3, piano électrique Wurlitzer
- Joe Sublett : saxophone ténor

### Équipes technique et production
- Production : Joe Harley
- Enregistrement : Michael C. Ross
- Mastering : Bernie Grundman